# Phenacodus
Genre
Les Phénacodes sont un genre éteint de mammifères placentaires qui ont vécu depuis la fin du Paléocène jusqu'au milieu de l'Éocène, c'est-à-dire d'environ 63,3 à 48,6 millions d'années avant le présent. C'est l'un des mammifères ongulés les plus anciens, typiques de la famille des Phenacodontidae et de l'ordre des Condylarthes. Il en reste de très nombreux fossiles.
Le fossile type est Phenacodus primaevus.

## Description
Phenacodus était un ongulé relativement petit, de constitution légère, avec des membres terminés par cinq doigts complets, et dont la marche était digitigrade à la façon des tapirs modernes. Le doigt médian était le plus important, et c'est sur lui que le poids du corps portait principalement ainsi que sur les deux doigts adjacents, qui semblent avoir été terminés par des sabots, préfigurant ainsi le type tridactyle commun aux périssodactyles et à certains groupes éteints d'ongulés. Le crâne était petit, avec un cerveau proportionnellement restreint, et le dos voûté avec des vertèbres lombales puissantes, une queue longue et puissante, et un train avant relativement faible ; tout indique ainsi sa parenté avec les créodontes carnivores anciens, et à travers eux les ongulés plus caractéristiques. Les os des membres sont tous séparés, et ceux du carpe et du tarse n'alternent pas - chacun dans la rangée supérieure est placé immédiatement au-dessus de celui qui lui correspond dans la rangée inférieure. La série complète de quarante-quatre dents était développée et les molaires supérieures portaient des couronnes courtes, ou brachyodontes, avec six cuspides basses, deux internes, deux intermédiaires et deux externes, si bien qu'elles étaient typiques de la structure primitive bunodonte.

### Sources
- (en) Cet article est partiellement ou en totalité issu de l’article de Wikipédia en anglais intitulé « Phenacodus » (voir la liste des auteurs).
- Remounted skeleton of Phenacodus primaevus ; Comparison with Euprotogonia. Bulletin of the AMNH ; v. 10, article 9.